# Rhinolophus francisi
Dơi len móng ngựa Francis (Danh pháp khoa học: Rhinolophus francisi) là một loài dơi trong họ Rhinolophidae, đây là loài dơi mới được phát hiện trong năm 2015. Cái tên này được đặt theo tên người đã cất giữ nó là ông Charles M. Francis người Malaysia. 

## Đặc điểm
Loài dơi mới này khá nhỏ với khung xương mỏng và dễ vỡ, loài dơi này có phần sọ khá nhọn, răng sắc, được sử dụng để tấn công côn trùng. Phân loài:
- Rhinolophus francisi francisi
- Rhinolophus francisi thailandicus

## Phát hiện
Các chuyên gia Anh mới đây đã phát hiện ra một loài dơi mới trong bình rượu từ năm 1983 tại Bảo tàng Lịch sử tự nhiên London. trong Bảo tàng lịch sử tự nhiên có một khu vực lưu trữ, gồm rất nhiều loài động vật khác nhau được cất trong lọ ngâm cồn để bảo quản.
Khu vực này mang tên Spirit Collection (Bộ sưu tập linh hồn). Tổng cộng, có đến hơn 80 triệu mẫu vật được lưu trữ tại đây. Loài dơi mới được tìm thấy cũng nằm trong số này. Nó được lưu trữ từ năm 1983 nhưng đến nay người ta mới phát hiện ra đây là một loài mới. Phát hiện về loài dơi mới được công bố trên tạp chí Acta Chiropterologica (Ba Lan).
Bên cạnh đó, các nhà nghiên cứu còn tìm ra một cá thể dơi có bộ mặt khá kỳ quặc, được cho là phân loài của loài dơi len móng ngựa mới được tìm thấy. Loài dơi này sống trong các khu rừng rậm tại Thái Lan, mang tên Rhinolophus francisi thailandicus